# Gare de Salah Bouchaour
La gare de Salah Bouchaour est une gare ferroviaire algérienne située sur le territoire de la commune de Salah Bouchaour, dans la wilaya de Skikda.

## Situation ferroviaire
La gare est située à l'ouest de la ville de Salah Bouchaour, sur la ligne d'Alger à Skikda où elle est précédée de la gare d'El Harrouch et suivie de celle de Sahki Ahmed.

## Histoire
Lors de la colonisation, la gare portait le nom de gare de Gastonville.

## Service des voyageurs

### Desserte
La gare de Salah Bouchaour est desservie par les trains régionaux des liaisons :
- Constantine - Skikda[1] ;
- Constantine - Jijel[2].